# Kees de Korver
Cornelis (Kees) de Korver (Gorinchem, 9 juli 1951) is een voormalige Nederlandse roeier. Hij vertegenwoordigde Nederland op verschillende grote internationale wedstrijden. Zo nam hij eenmaal deel aan de Olympische Spelen, maar won hierbij geen medaille.
In 1972 nam De Korver deel aan de Olympische Spelen van 1972 in München. Als stuurman kwam hij uit op het onderdeel vier met stuurman. Met een tijd van 7.05,83 in de kleine finale eindigde de Nederlands roeiploeg op een zevende plaats overall.
Hij studeerde aan de TH Delft en was lid van de Delftsche Studenten RoeiVereeniging LAGA. In 1973 werd hij president van LAGA. Van 1974 tot 176 was hij coach en hoofdcoach en in 1976 coachte hij de Nederlandse vier met stuurman in Olympische Spelen van 1976 in Montreal. Tijdens zijn studie was hij lid van het Delfts Studenten Corps. Hij studeerde af als ingenieur in 1977.

## Palmares

### roeien (vier met stuurman)
- 1972: 7e OS - 7.05,83

Wim Grothuis · 
Evert Kroes · 
Jan-Willem van Woudenberg · 
Johan ter Haar · 
Kees de Korver (stuurman)